# Yate
Koordinaten: 51° 32′ N, 2° 25′ W
Yate ist eine Stadt mit 21.491 Einwohnern (2001) in der Unitary Authority South Gloucestershire in England und liegt in der Nähe von Bristol.

## Geschichte
Yate liegt am südlichen Ende der Cotswolds. Archäologische Funde deuten auf eine Besiedlung schon zur Zeit der Römer hin; nachweislich gab es um 770 herum ein zu religiösen Zwecken genutztes Gebäude der Church of Worcester. Der Name der Stadt leitet sich aus dem Wort Giete oder Gete ab, welches in der angelsächsischen Sprache etwa Tor zum Waldgebiet bedeutete. Tatsächlich bestand die Gegend von South Gloucestershire früher ganz überwiegend aus bewaldetem Gelände. Die Kirche St. Mary geht auf die Zeit der Normannen zurück, wurde allerdings im 14. und 15. Jahrhundert erheblich umgebaut.
Yate wurde 1844 an das britische Eisenbahn-Netz angeschlossen. Anfang des 20. Jahrhunderts wurde eine Flugzeugwerft in Yate in Betrieb genommen, in der während des Ersten Weltkriegs britische Flugzeuge repariert wurden. Später verlegte der Flugzeugbauer Parnall seine Produktionsstätten von Bristol nach Yate.
Bis in die 1960er Jahre war Yate nur ein kleiner Ort. Sein heutiges Gesicht erhielt die Stadt in den 1960er Jahren, als die Ansiedlung von Gewerbe und der Zuzug von Menschen den kleinen Ort zur Kleinstadt machten.

## Industrie
Bis zum Zweiten Weltkrieg hatte Yate eine große Flugzeugfabrik namens Parnall. Während des Krieges spezialisierte sich das Unternehmen in der Produktion von Kriegsgeschützen. Viele Arbeiter wurden durch Luftangriffe im Februar und März 1941 getötet.
Yate besitzt 3 Naturprodukte, mit dem es verbunden wird – Kalkstein im Osten, Feldspat im Zentrum und Kohle im Westen. Der Bedarf nach Kalkstein nahm mit dem Ausbau der Straßen zu, während die Versorgung durch Kohle durch den abnehmenden Bedarf nach Bauholz immer mehr abnahm.

## Verwaltung
Yate gehörte früher zur Grafschaft Gloucestershire. 1974 wurde die Stadt der neu gebildeten Grafschaft County of Avon zugeteilt und war Teil des Distrikts Northavon. Diese Grafschaft wurde jedoch 1996 aufgelöst; seitdem gehört Yate zur selbstständigen Gebietskörperschaft (Unitary Authority) South Gloucestershire.

## Stadtteile
- Goose Green
- Westerleigh
- The Birds
- Abbotswood
- Rodford
- Stover
- North Yate
- Brimsham Park

## Berühmte Personen
Yate ist der Geburtsort der Harry-Potter-Autorin Joanne Kathleen Rowling, wenngleich in anderen Quellen der Nachbarort Chipping Sodbury angegeben ist.

## Städtepartnerschaften
Yate unterhält Städtepartnerschaften mit Bad Salzdetfurth (Niedersachsen) und Genieri (Gambia).

## Bildergalerie

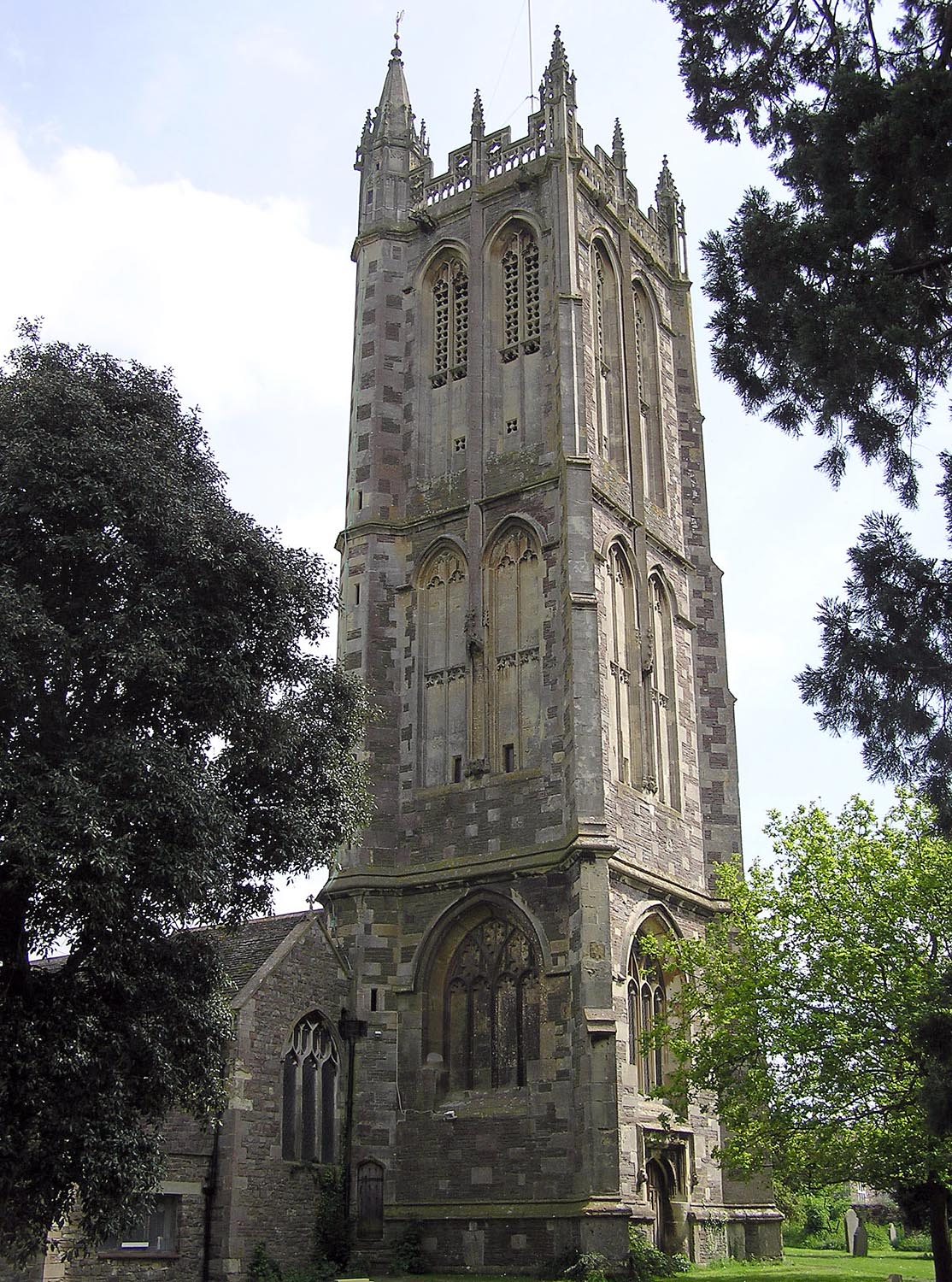
Kirchturm von St. Mary
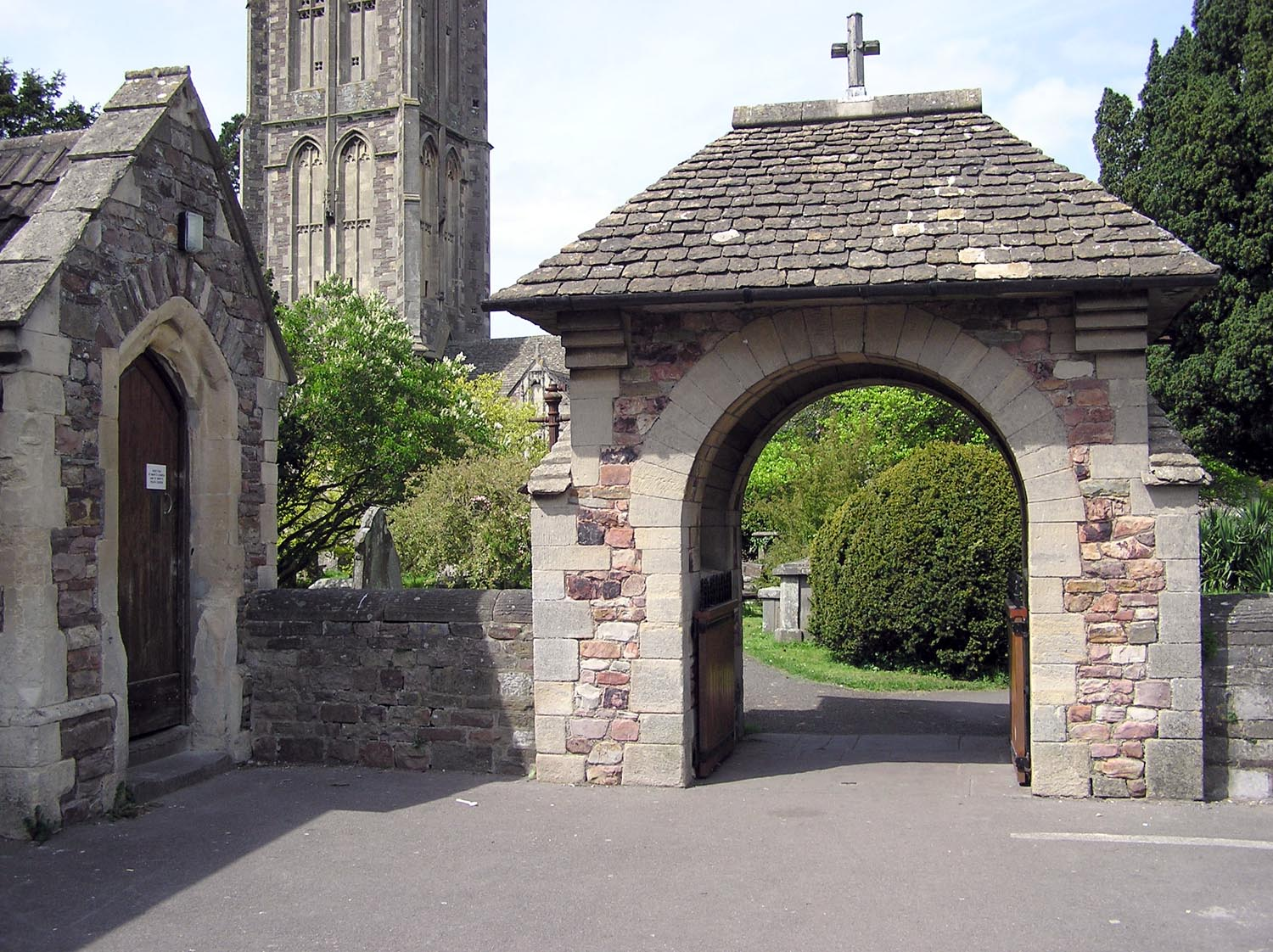
Das Lych Tor. Innerhalb dieses Tores gibt es zwei Kriegsdenkmäler.
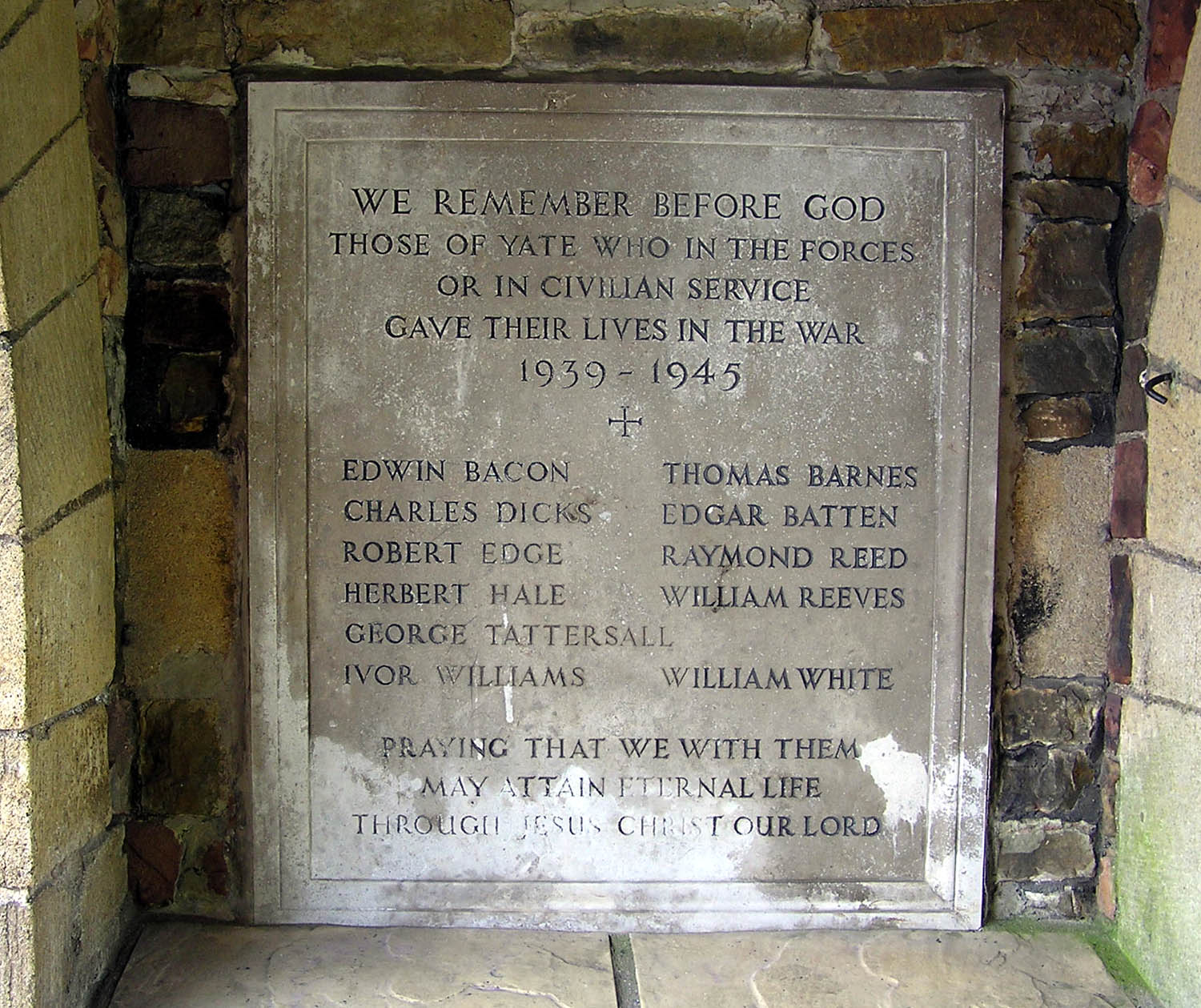
Denkmal des Zweiten Weltkrieges
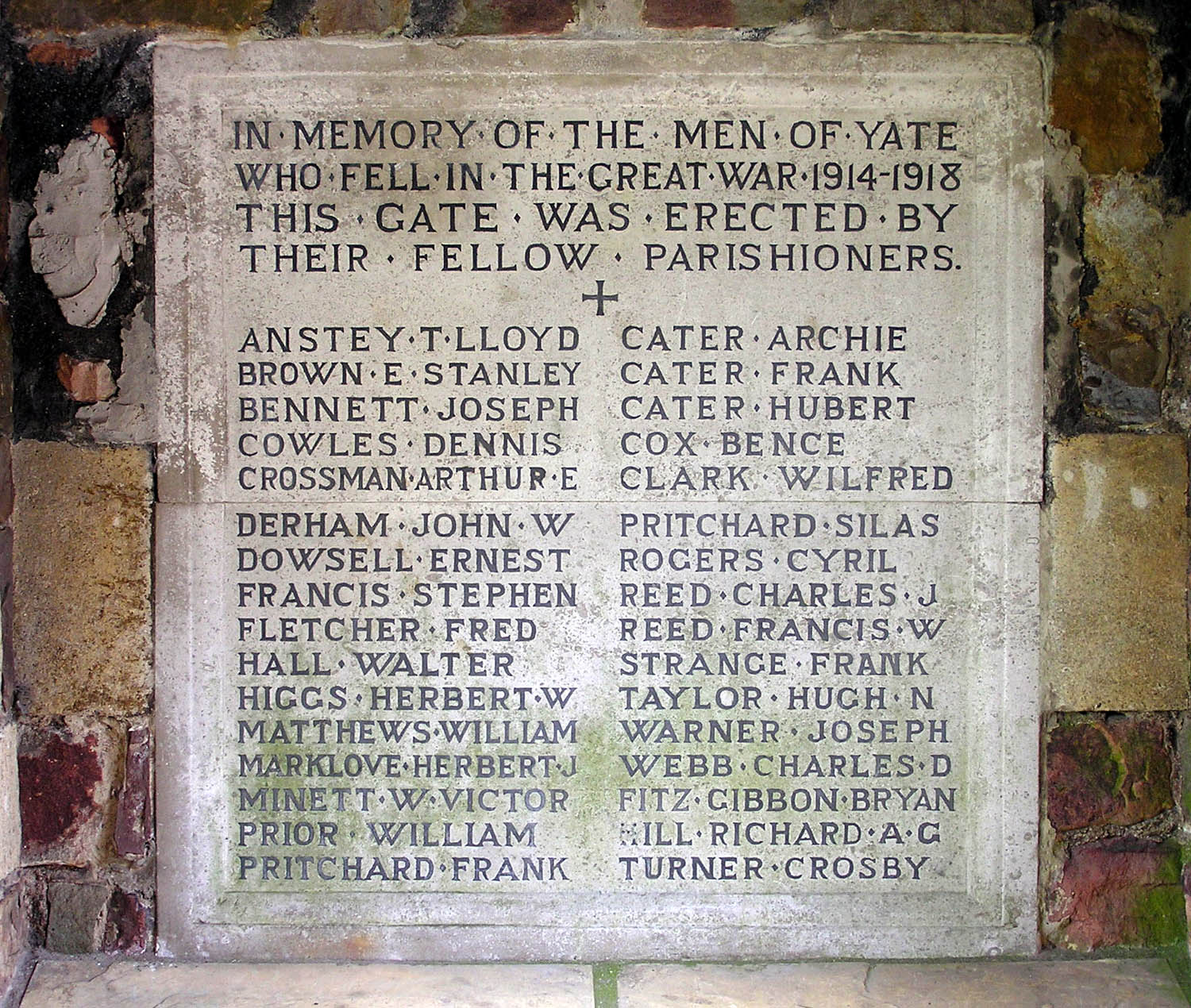
Denkmal des Ersten Weltkrieges
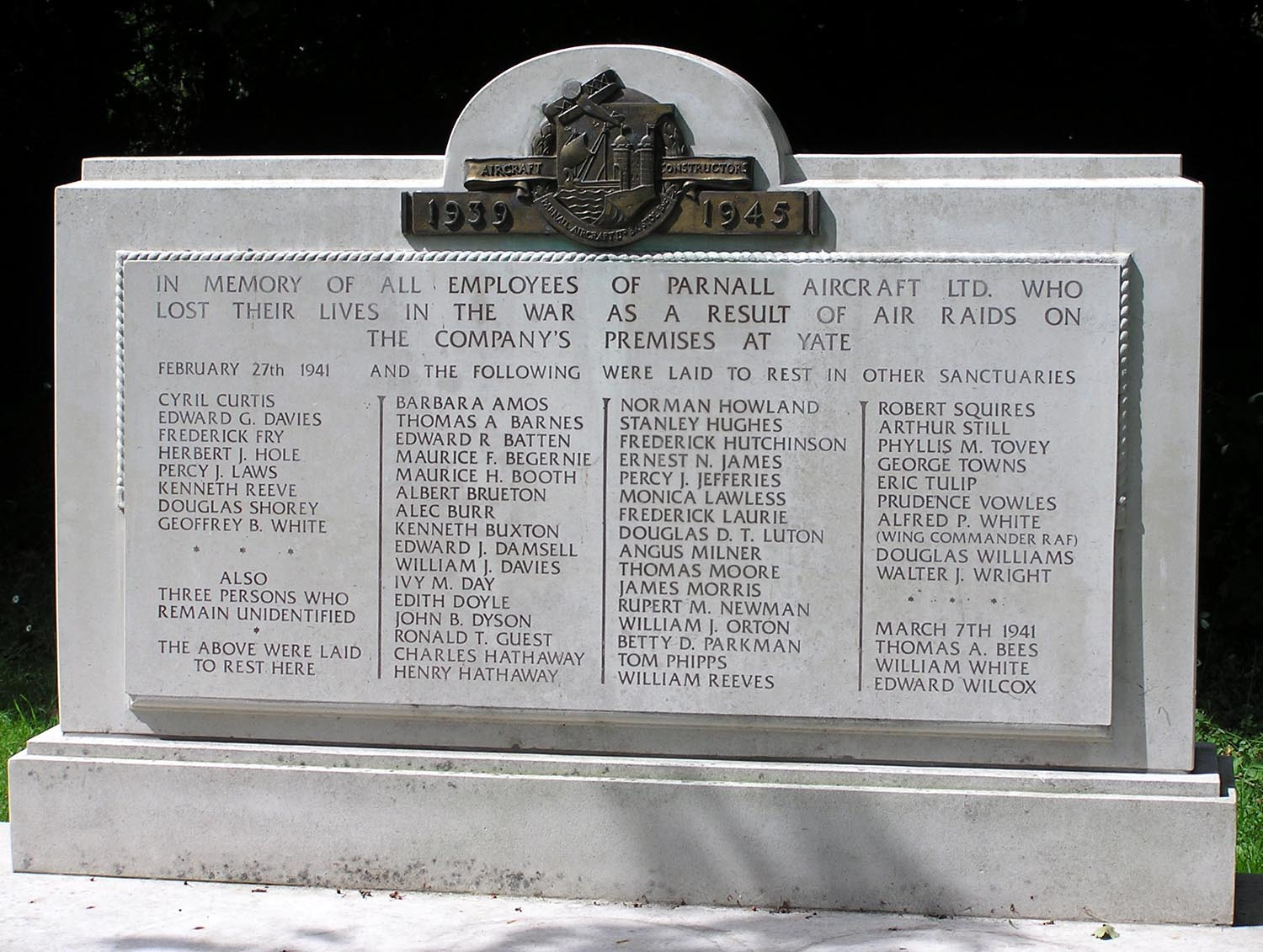
Das Parnall-Denkmal im Kirchhof
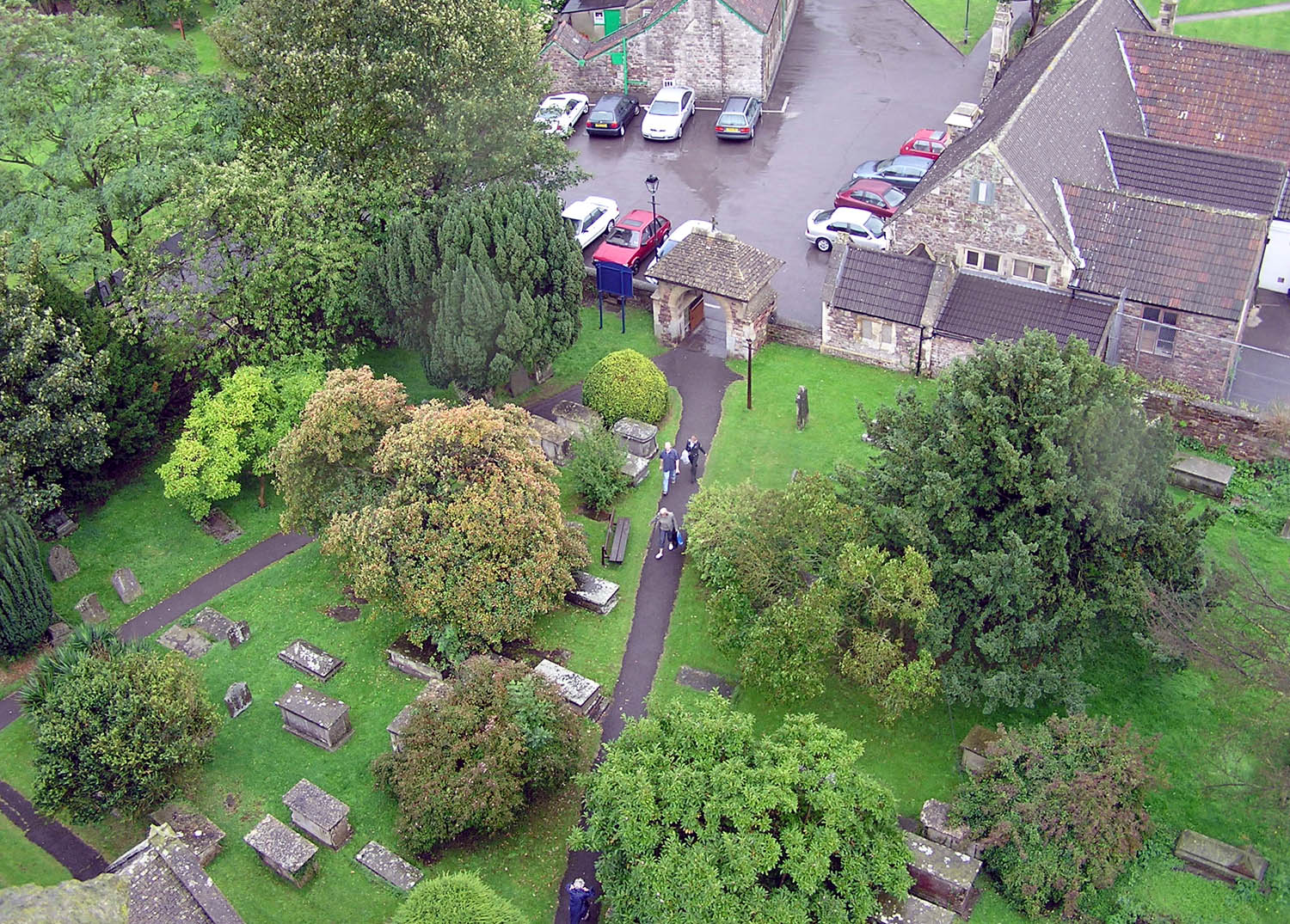
Grab im Kirchhof, Blick vom Kirchturm
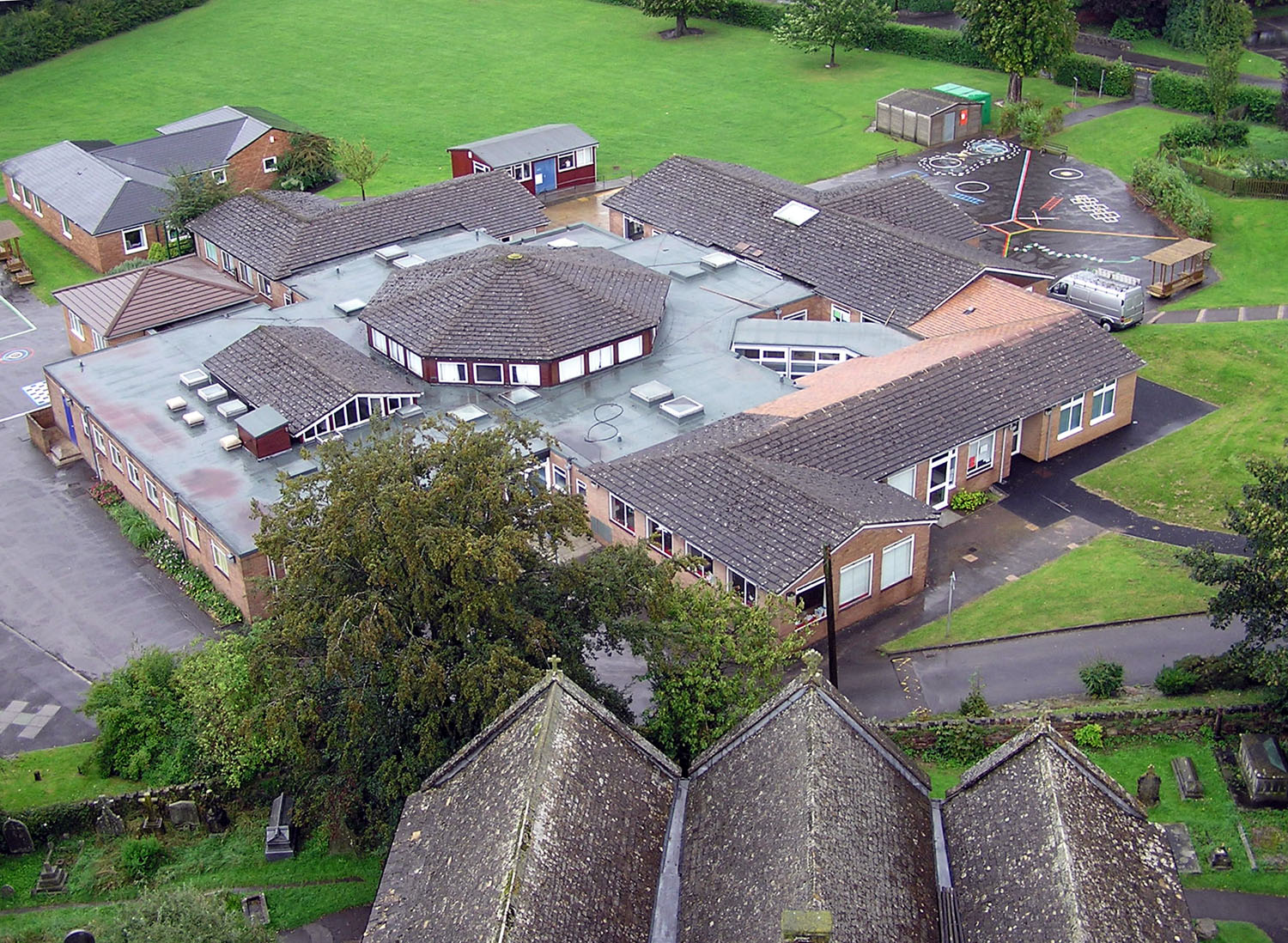
St. Mary's Church of England school in Church road
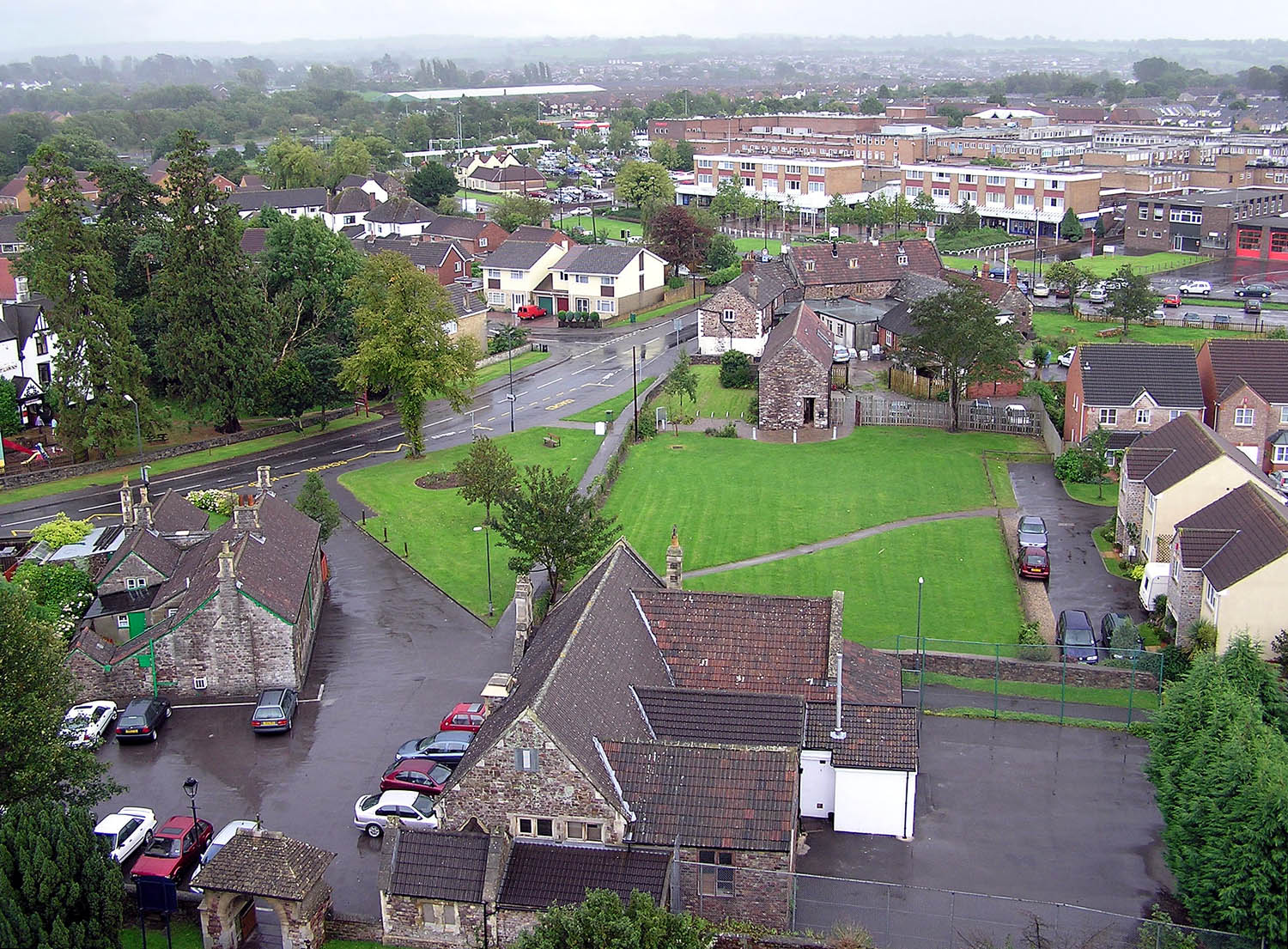
Ein sehr kleiner Teil Yates. Das Einkaufszentrum befindet sich oben rechts.
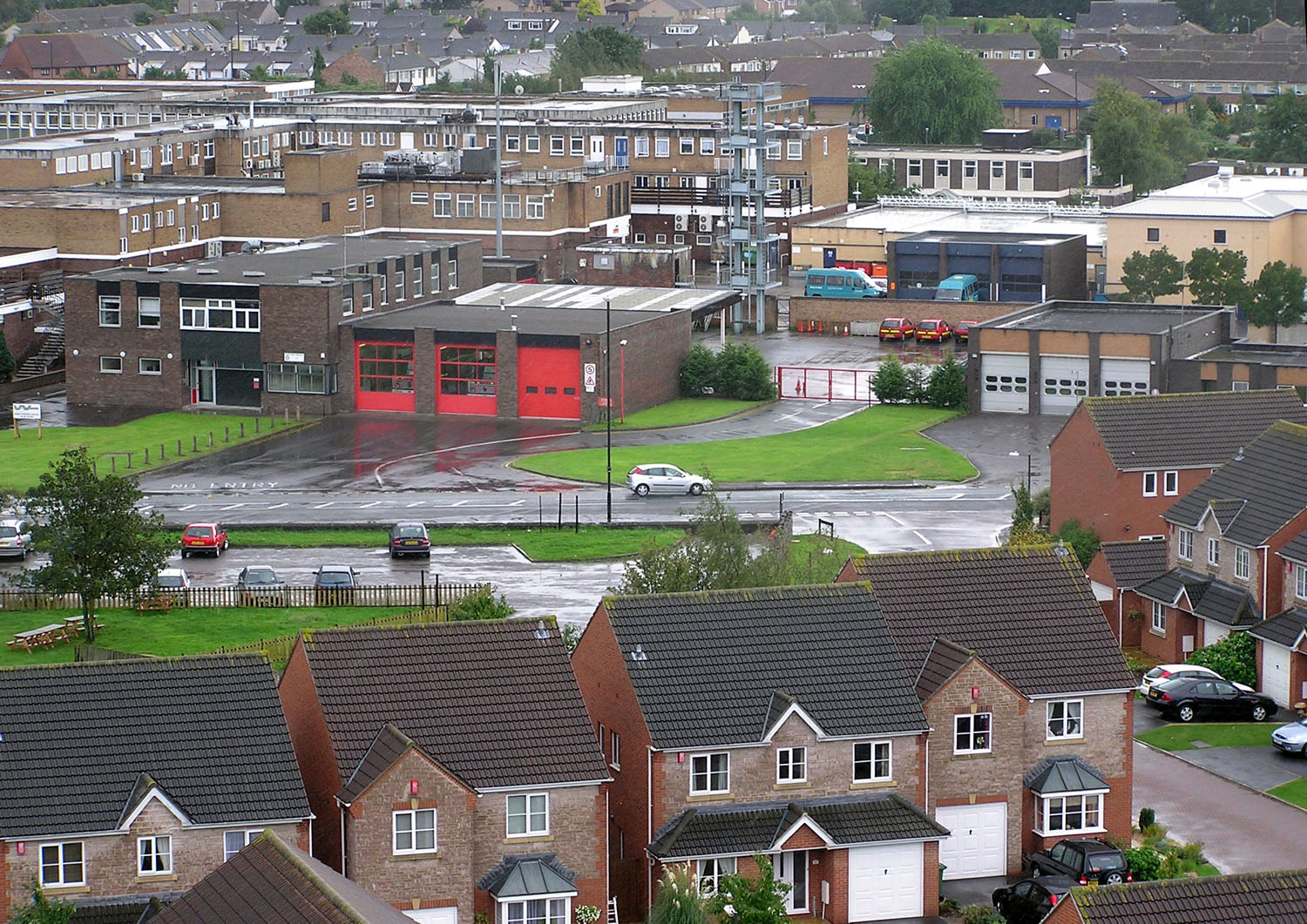
Das Feuerwehrhaus, das Ambulanzhaus ist auf dessen rechter Seite. Im Vordergrund in der Mitte erkennt man das Eingangshaus.
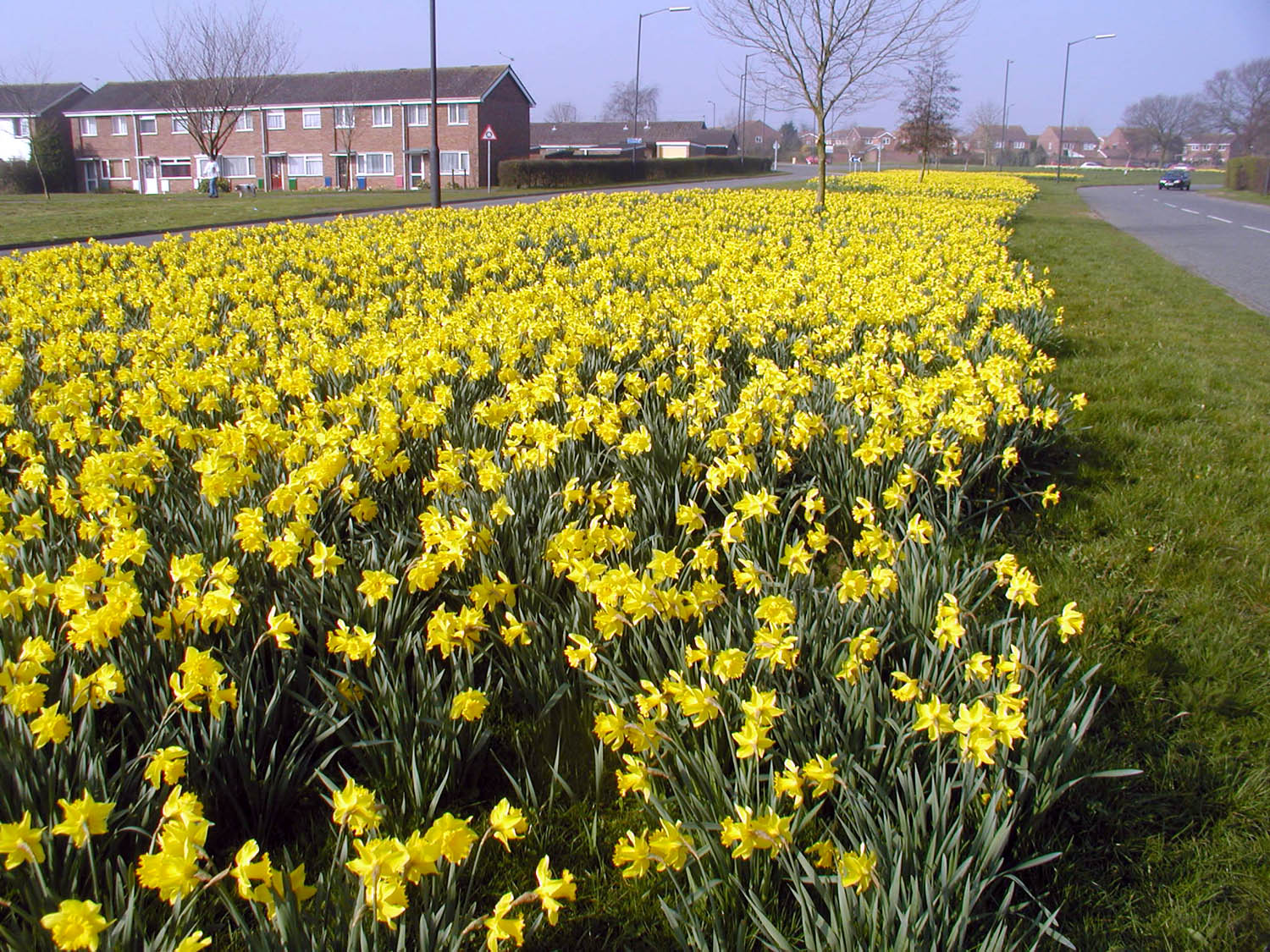
Narzissen in der Rodford Way
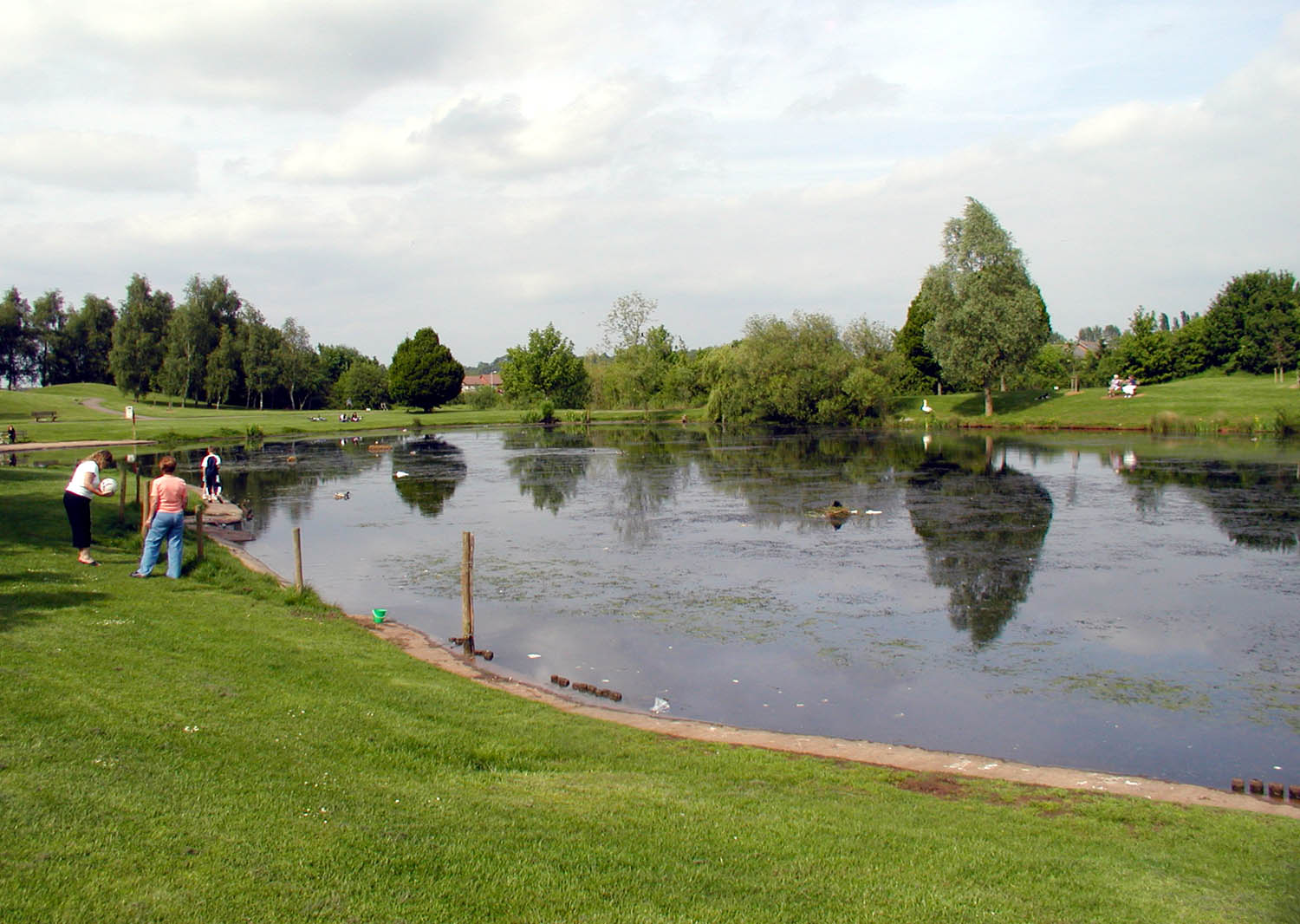
Der See im Kingsgate Park
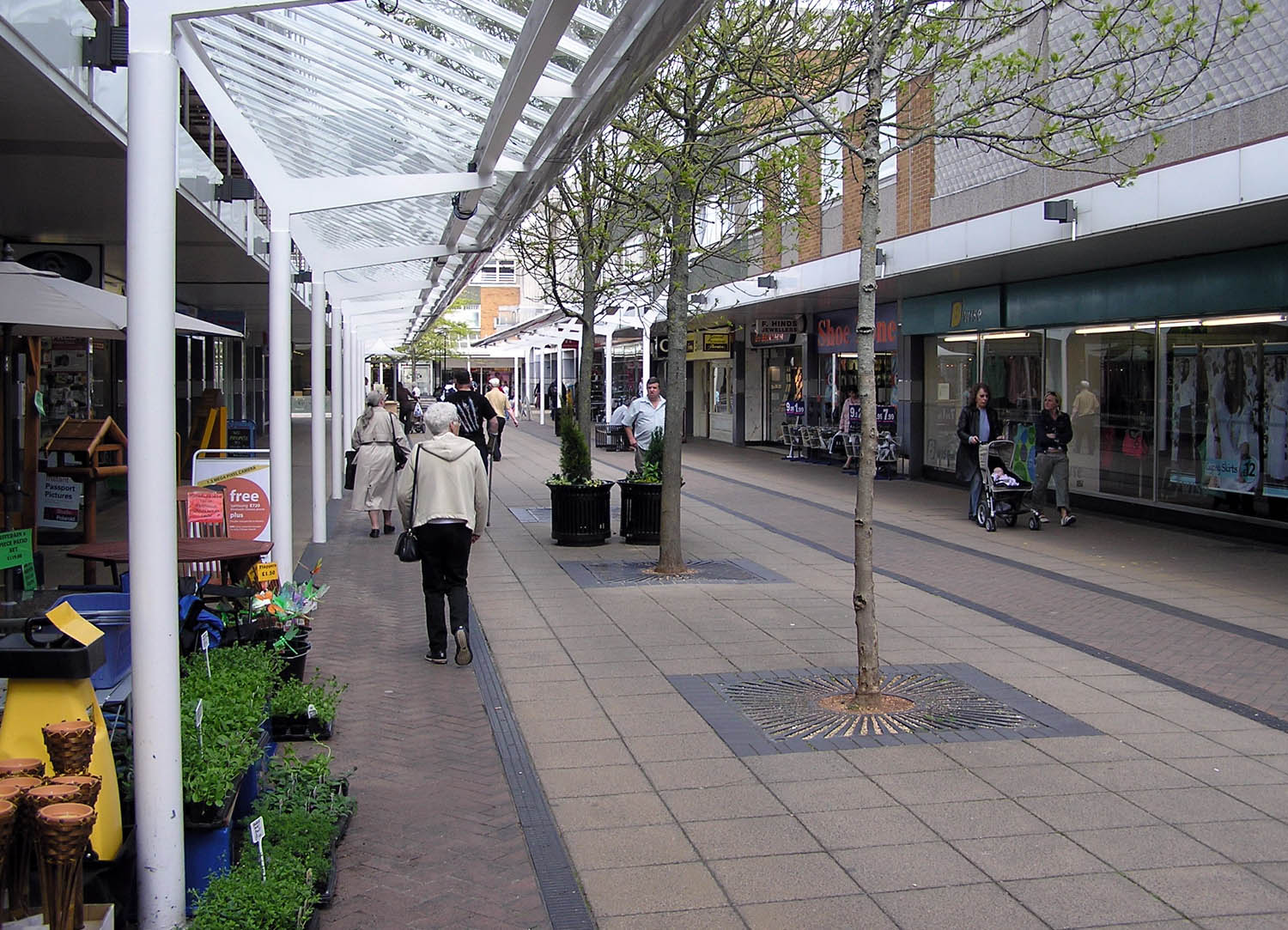
Das Einkaufsviertel hat mehr als 100 Läden.
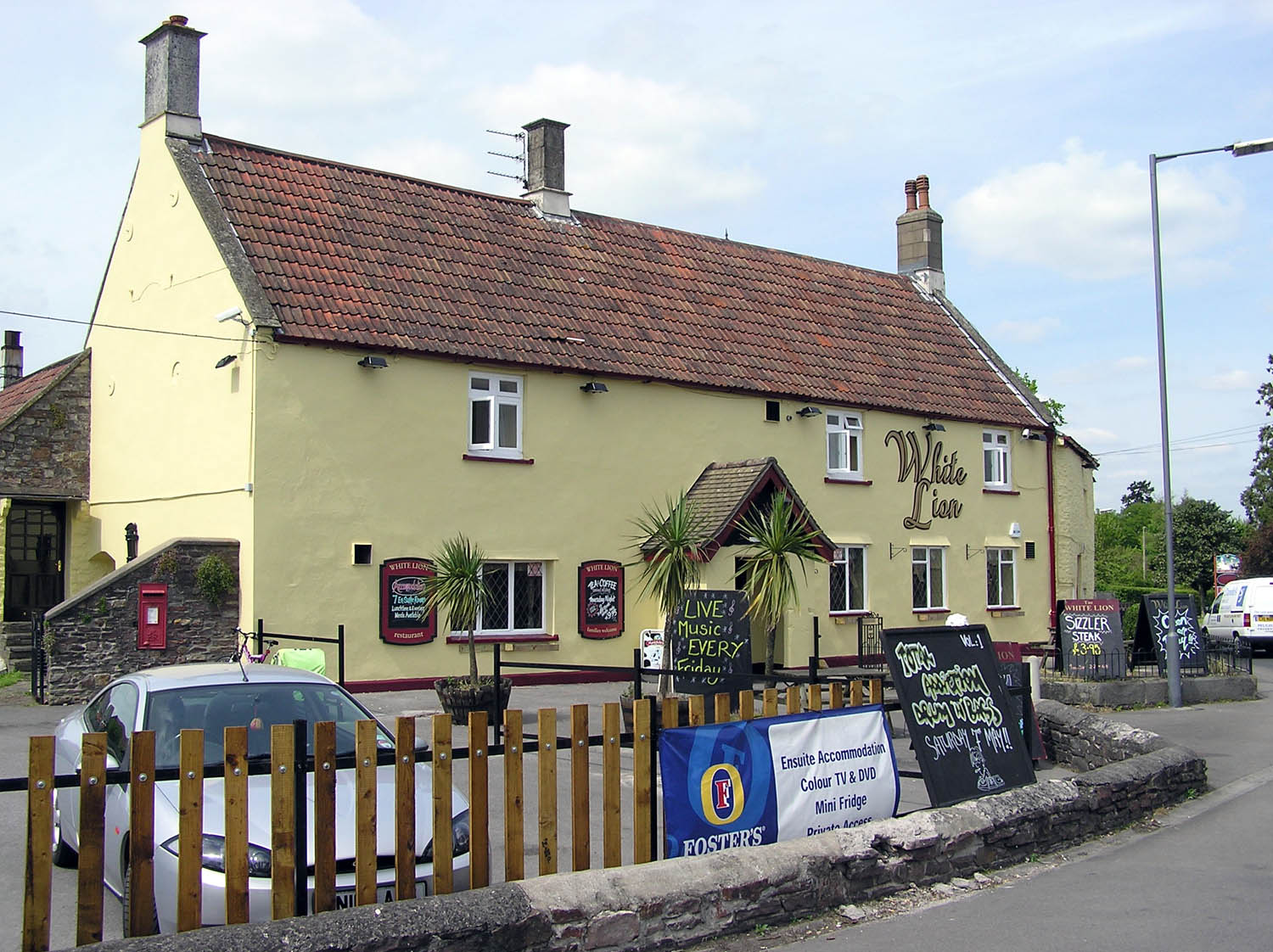
Die White Lion Kneipe im Einkaufszentrum
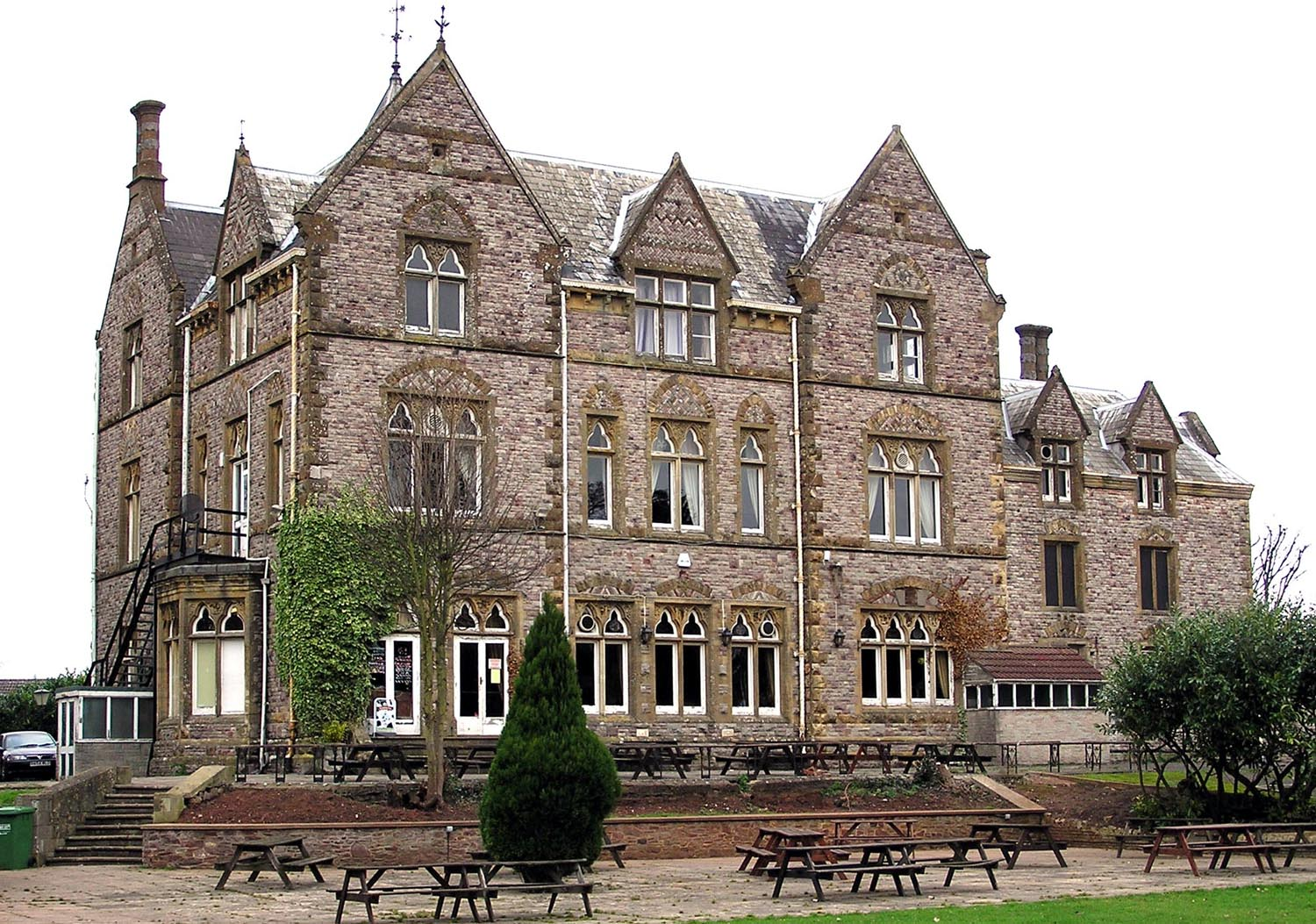
Stanshawes Court Hotel, ein Landhaus von 1871 im Kingsgate Park